# Грязь (телесериал)
«Грязь» (англ. Dirt) — американский драматический телесериал, повествующий о беспринципности журналистской работы, где сенсация превыше всего. Сериал выходил на американские экраны с 2007 по 2008 год. Всего отснято 20 эпизодов в рамках двух сезонов. Автор идеи — Мэттью Карнахам, а главную роль исполнила актриса Кортни Кокс.
Выход 13-эпизодного второго сезона был объявлен 8 мая 2007 года. До забастовки сценаристов в эфир вышло всего 7 эпизодов, и съёмки шоу были отложены. Укороченный второй сезон начал выходить в эфир 2 мая 2008 года. За рубежом дистрибуцией сериала занималась студия «Дисней». 8 июня 2008 года стало известно, что сериал закрыли из-за низких рейтингов.

## Сюжет
Редактору Люси Спиллер приходится нелегко, когда она разрывается между управлением и координацией работы двух журналов «Сейчас» (англ. Now) и «Грязь» (англ. d!rrt). Журнал «Грязь» специализируется на высветлении наиболее грязных подробностей личной жизни знаменитостей.

## Роли исполняли

### Основной состав
- Кортни Кокс — Люси Спиллер
- Иэн Харт — Дон Конки, друг Люси и фотограф журнала Грязь
- Джош Стюарт — Хольт МакЛарен, ранее популярный актёр
- Александра Брекенридж — Уилла МакФерсон, молодой репортёр журналов Сейчас и Грязь
- Лора Аллен — Джулия Маллори, известная актриса и девушка Хольта МакЛарена
- Джеффри Нордлинг — Брент Барроу, издатель журналов Сейчас и Грязь

### Приглашённые звёзды
- Райан Эгголд — Фарбер Кауффман (7 эпизодов)
- Шэннин Соссамон — Кира Клей (5 эпизодов)
- Грант Шоу — Джек Доусон (4 эпизода)
- Дженнифер Энистон — Тина Гаррод (1 эпизод)
- Дэвид Финчер — Играет самого себя (1 эпизод)

## Производство
Первый сезон состоит из 13 часовых эпизодов. Съёмки начались в сентябре 2006 года, но пилот был переснят в участием Дэвида Финчера в камео-роли. Съёмки оригинального пилота начались в марте 2006 в Лос-Анджелесе. Сериал стал девятым драматическим шоу, снятым для FX. Мэттью Карнахен, Кортни Кокс и Дэвид Аркетт выступили в качестве исполнительных продюсеров, а Теа Манн стала продюсером компании «Coquette Productions», созданной Дэвидом и Кортни, а «Touchstone Television» и «FX» участвовали в производстве шоу.
Сериал получил добро на съёмки 13 эпизодов. Как бы там ни было, до забастовки сценаристов было написано лишь 7 эпизодов. Съёмки завершились в декабре 2007 года. После окончания забастовки, канал решил не заниматься продюсированием оставшихся 6 серий исходя из «денежных причин», что снизило шансы шоу на возвращение в новом сезоне.

## Релиз

### Рейтинги
Первоначально выбранное время трансляции шоу изменилось — серии стали выходить в 22:00 по воскресеньям. Канал начал промокампанию сериала в декабре 2007 года, но первый эпизод, вышедший 2 марта 2008, посмотрели всего 1.7 миллионов зрителей — million people tuned into the premiere on March 2, 2008. Самый высокий — не считая премьеры — показатель пришёлся на середину сезона с показателем 1.6 млн. К концу сезона, рейтинги упали до отметки 1.06 млн — именно столько зрителей посмотрело финал.

### Критика
Хотя первый сезон был встречен критикой довольно «прохладно», отзывы на второй сезон были, в основном, положительные. Журнал TV Guide назвал сериал «трешевым, вульгарным и невероятно захватывающим», а Ассошиэйтед-пресс назвал сериал «весёлым; напоминающим собачьи бои». Обозреватель «Entertainment Weekly» назвал игру Кокс «соблазнительно аморальной» и дал сериалу оценку «B-», в то время, как первый сезон оценён на «C-».

### DVD
| Сезон   | Дата выпуска         | Кол-во эпизодов | Бонусные материалы |
| ------- | -------------------- | --------------- | --- |
| Сезон 1 | 11 декабря 2007 года | 13              | Короткометражные фильмы о создании: «Celebrity Couple Gets Dirty», «Through A Lens», «Darkly» и «Tabloid Wars». Удалённые сцены, неудачные кадры, превью второго сезона. |
| Сезон 2 | 4 мая 2010 года      | 7               | Дополнения отсутствуют. |

Выпуском первого сезона сериала на DVD занималась компания «Buena Vista Home Video», а второго «Lionsgate».